# ان‌جی‌سی ۸۲۴
ان‌جی‌سی ۸۲۴ (انگلیسی: NGC 824) یک کهکشان مارپیچی میله‌ای است که در صورت فلکی کوره در فاصلهٔ حدود ۲۶۰ میلیون سال نوری از کهکشان راه شیری قرار دارد. این کهکشان در سال ۱۸۳۷ توسط اخترشناس اهل بریتانیا جان هرشل کشف شد.